# Zadobrova, Ljubljana
Zadóbrova je del Ljubljane, nekdaj pa vas pri Ljubljani. Spada v Četrtno skupnost Polje. Nahaja se ob vzhodni ljubljanski obvoznici, med naselji Sneberje, Novo Polje in Zalog. Naselje sestoji iz dveh delov, iz Spodnje in Zgornje Zadobrove. Mimo naselja iz Sneberij proti vzhodu teče potok Studenčica (Zadobrova), ki ponikne v Produ. 
Skozi naselje sta speljani dve pomembnejši cesti, Zadobrovška in Sneberska. V Zadobrovi deluje Prostovoljno gasilsko društvo Zadobrova-Sneberje-Novo Polje. Ustanovljeno je bilo leta 1923.  
V naselju je tudi župnija z župnijsko cerkvijo Sv. Tomaža. V župniji delujejo: ministranti, pevci, otroški zbor, mladinski zbor, odrasli zbor, pritrkovalci, skupina za dame ‘očarljive’, družinska kateheza, verouk, glasbene urice, zelo znan pa je tudi zadobrovški oratorij, ki se ga vsako leto udeleži vsaj 70 otrok. Župnija je tudi zelo dejavna na socialnih omrežjih. Poleti 2018 je iz osebnih razlogov župnijo zapustil Boris Žerovnik. Trenutno je zadobrovški župnik Poljak Andrzej Gosek in duhovni pomočnik doc. dr. Andrej Šegula.  
V Zadobrovi ima urejeno končno obračališče mestna avtobusna linija št. 25, mimo pa obratuje tudi mestna avtobusna linija št. 24.
V Zadobrovi je mladost pri rejniški družini preživljal slovenski pesnik Josip Murn Aleksandrov.